# Canariletia holosterna
Canariletia holosterna es una especie de insecto zigentomo cavernícola de la familia Nicoletiidae. Es endémica del este de la isla de Gran Canaria (España).